# Štefan Stankovič
Štefan Stankovič (15 settembre 1918 – 17 marzo 1993) è stato un calciatore slovacco, di ruolo difensore.

## Carriera

### Nazionale
Ha collezionato 3 presenze con la propria Nazionale.